# Sauber C9

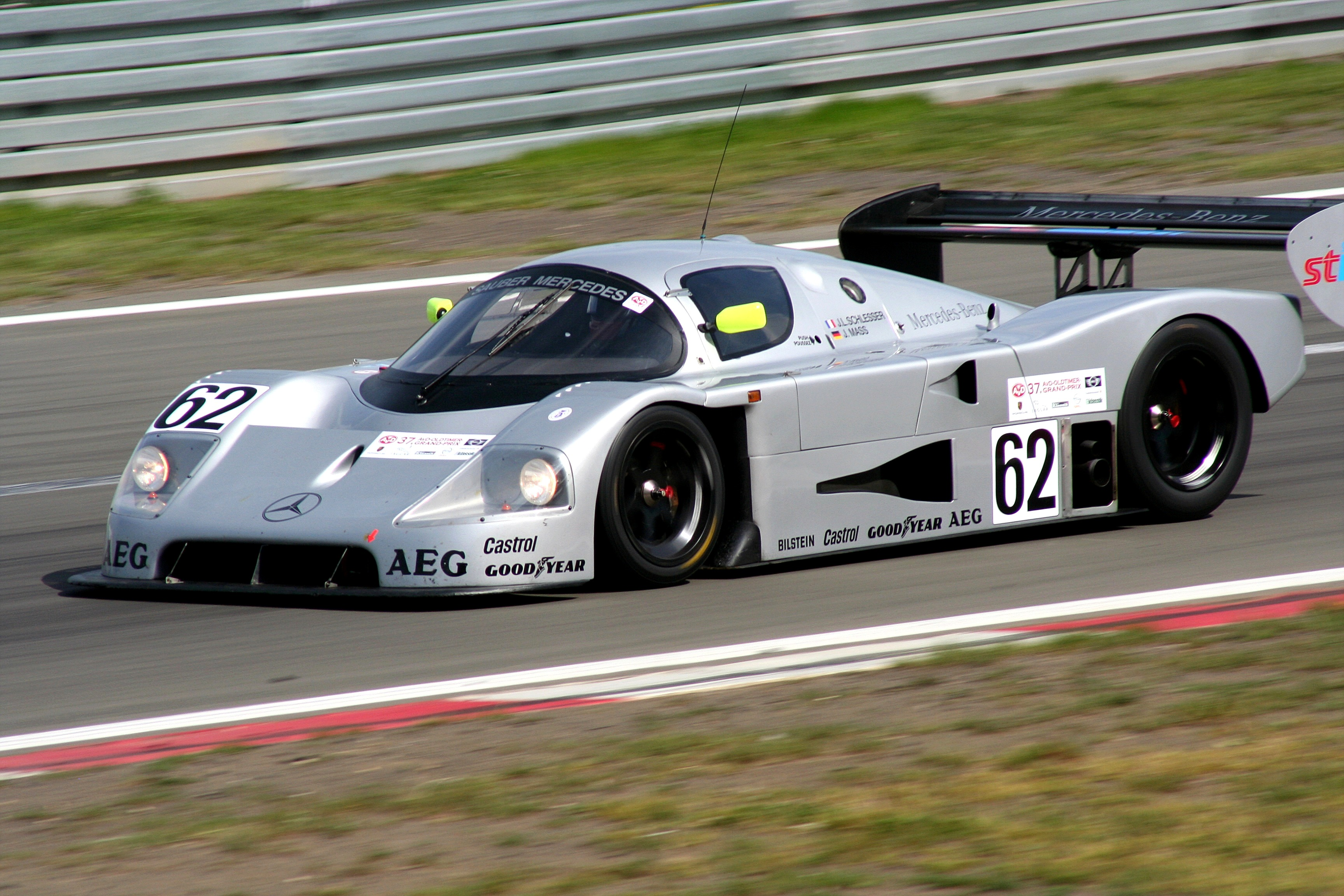
Sauber C9 vid Nürburgring 2009

Sauber C9 är en sportvagn, tillverkad av den schweiziska racerbiltillverkaren Sauber mellan 1987 och 1989.

## Sauber C9
Inför 1987 presenterade Sauber en vidareutveckling av sin Grupp C-bil. C9:an hade fått en ny kaross och en ny bakhjulsupphängning av senaste snitt, med horisontellt liggande fjädrar och stötdämpare, kopplade till länkarmarna med stötstänger.
Efter att under de första åren ha nöjt sig med rollen som motorleverantör, satsade Mercedes-Benz fullt ut på sportvagnsracingen till 1989. Bilen tävlade nu under namnet Mercedes-Benz C9 och den lackerades i silverfärg, precis som trettiotalets Silverpilar. Motorn uppdaterades samtidigt med nya fyrventilstoppar.

## Tekniska data
| Tekniska data               | C9 (1987-88)                                                     | C9 (1989)                                                             |
| --------------------------- | ---------------------------------------------------------------- | --------------------------------------------------------------------- |
| Motor:                      | Mittmonterad 8-cylindrig V-motor med turbo                       | Mittmonterad 8-cylindrig V-motor med turbo                            |
| Cylindervolym:              | 4973 cm³                                                         | 4973 cm³                                                              |
| Borrning x slaglängd:       | 96,5 x 85,0 mm                                                   | 96,5 x 85,0 mm                                                        |
| Max effekt vid varvtal:     | 700 hk vid 7 000 v/min                                           | 720 hk vid 7 000 v/min                                                |
| Max vridmoment vid varvtal: | 800 Nm vid 5 500 v/min                                           | 810 Nm vid 3 500 v/min                                                |
| Ventilstyrning:             | En överliggande kamaxel per cylinderrad, 2 ventiler per cylinder | Dubbla överliggande kamaxlar per cylinderrad, 4 ventiler per cylinder |
| Bränslesystem:              | Bosch bränsleinsprutning                                         | Bosch bränsleinsprutning                                              |
| Växellåda:                  | 5-växlad manuell                                                 | 5-växlad manuell                                                      |
| Hjulupphängning fram & bak: | Dubbla tvärlänkar, skruvfjädrar, krängningshämmare               | Dubbla tvärlänkar, skruvfjädrar, krängningshämmare                    |
| Bromsar:                    | Hydrauliska skivbromsar                                          | Hydrauliska skivbromsar                                               |
| Chassi & kaross:            | Självbärande lättmetallmonocoque                                 | Självbärande lättmetallmonocoque                                      |
| Hjulbas:                    | 270 cm                                                           | 270 cm                                                                |
| Torrvikt:                   | 905 kg                                                           | 905 kg                                                                |
| Toppfart:                   | 400 km/h                                                         | 400 km/h                                                              |

## Tävlingsresultat

### Sportvagns-VM 1987
1987 blev en bedrövlig säsong för Sauber. Bästa resultatet blev en sjundeplats vid Spa 1000 km för Mike Thackwell och Jean-Louis Schlesser.
Stallet slutade på tolfte plats i VM.

### Sportvagns-VM 1988
Säsongen 1988 började bitarna falla på plats i Sauber-stallet, som tog hem fem segrar. Vid Jerez 800 km vann Jean-Louis Schlesser och Mauro Baldi. Vid Brno 360 km vann Jochen Mass och Jean-Louis Schlesser. Vid Nürburgring 1000 km tog Jean-Louis Schlesser och Jochen Mass hem segern och vid Spa 1000 km vann Mauro Baldi och Stefan Johansson. Vid Sandown Park 360 km tog man en dubbelseger, då Jean-Louis Schlesser och Jochen Mass vann före  Mauro Baldi och Stefan Johansson.
I mästerskapet kom stallet tvåa, efter Jaguar.

### Sportvagns-VM 1989
Säsongen 1989 kammade stallet hem sju vinster på åtta lopp och tog därmed hem mästerskapstiteln. Dessutom vann Jean-Louis Schlesser förarmästerskapet.
Utanför VM tog stallet även en dubbelseger i Le Mans 24-timmars. Stanley Dickens, Jochen Mass och Manuel Reuter vann, före Mauro Baldi, Kenny Acheson och Gianfranco Brancatelli.

### Sportvagns-VM 1990
I början av säsongen 1990 körde stallet tre lopp med C9:an. Vid Suzuka 480 km tog man en dubbelseger genom Jean-Louis Schlesser och Mauro Baldi, som vann före Jochen Mass och Karl Wendlinger.
Tillsammans med poängen tagna med efterträdaren C11 vann stallet mästerskapstiteln för andra året i rad.